# William Albert Wilson

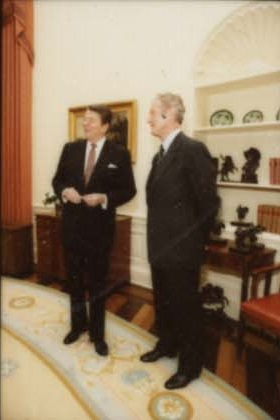
Ronald Reagan en William Albert Wilson in 1984

William Albert Wilson (Los Angeles, 3 november 1914 – Carmel Valley, 5 december 2009) was een Amerikaans zakenman en diplomaat.
Wilson studeerde wetenschappen en ingenieur aan de Stanford-universiteit. Hij was een goede vriend van president Ronald Reagan, die hem in 1981 benoemde tot zijn persoonlijk vertegenwoordiger bij de Heilige Stoel, toen de Verenigde Staten nog geen volwaardige diplomatieke relaties met het Vaticaan hadden. In 1984 werd hij de eerste Amerikaanse ambassadeur bij de Heilige Stoel.